# Multipolariteit
Multipolariteit is een term gebruikt in de internationale betrekkingen waarmee men een situatie aanduidt waarin er meerdere machtscentra (landen) bestaan die alle ongeveer even sterk zijn of evenveel invloed hebben. De wereld is op dit moment vaak gezien als een multipolaire wereld met meerdere invloedrijke landen of regio's. Dit in tegenstelling tot de wereld van voor 1991, toen tijdens de Koude Oorlog de wereld in twee kampen was verdeeld en er dus een bipolaire wereldorde bestond.